# 皮拉塞斯
皮拉塞斯，是西班牙阿拉贡自治区韦斯卡省的一个市镇。总面积25平方公里，总人口103人（2001年），人口密度4人/平方公里。